# NGC 5634
NGC 5634 は、おとめ座の方角におよそ8万2,000光年離れた位置にある球状星団。
1785年3月5日に、ウィリアム・ハーシェルが発見した。この球状星団は、中心から約1.3分角離れたところに位置する比較的明るい7等星 HD 127119と重なって見えるため、星団全体の精密な測光が困難である。視直径は約5分角であり、これは実際の直径で約130光年に相当する。比較的大規模で金属含有量の少ない球状星団であり、シャプレー・ソーヤー集中度（星の密度を基にした球状星団の分類システム）ではIVに分類され、これはNGC 5634が中程度の密度を示していることになる。
NGC 5634の起源は定かでない。いて座矮小楕円銀河の一員であったものの、銀河系との間で潮汐力が左右した結果、本体から剥ぎ取られいて座ストリームをさまよっているとされるが、ガイア・ソーセージやHelmi streamと関連している可能性も示唆されている。